# Friedrich Kethorn

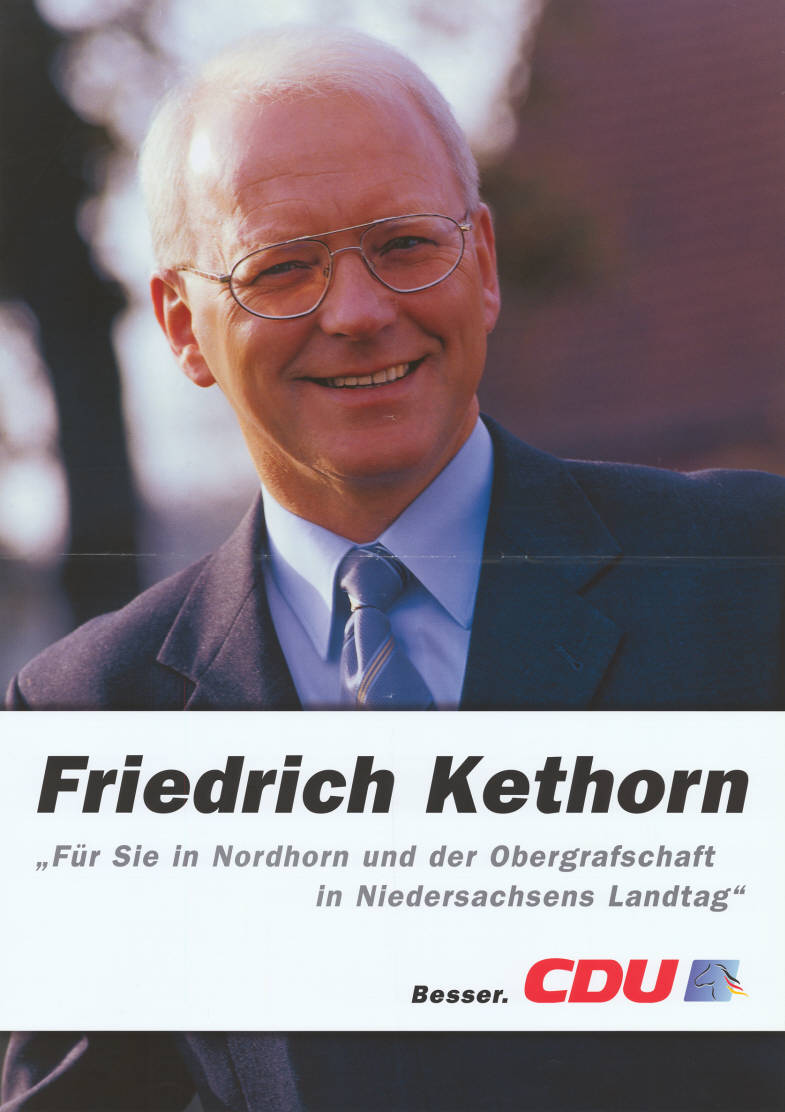
Friedrich Kethorn auf einem Landtagswahlplakat 2003

Friedrich Kethorn (* 20. April 1951 in Neerlage, jetzt Isterberg, Samtgemeinde Schüttorf) ist ein deutscher Politiker (CDU). Von 2005 bis 2019 war er Landrat des Landkreises Grafschaft Bentheim und zuvor von 1990 bis 2005 Abgeordneter des Niedersächsischen Landtags.

## Leben
Friedrich Kethorn wurde auf dem elterlichen Hof in Neerlage geboren und ist dort aufgewachsen. Sein Vater war der Kommunalpolitiker Gerhard Kethorn. Nach der Mittleren Reife absolvierte er eine landwirtschaftliche Ausbildung in Melle, besuchte eine Fachschule in Neuenhaus und schloss als Landwirtschaftsmeister ab. Seit seiner Heirat mit Henni Mülstegen im Jahr 1974 ist er als selbstständiger Landwirt auf dem Hof Mülstegen bei Nordhorn tätig. Er betätigte sich als Ausbilder und Fachpraxis-Lehrer im Berufsgrundbildungsjahr bis zum Jahr 1984. Aus seiner Ehe gingen drei Söhne hervor. Kethorn ist evangelisch-reformierter Konfession. In seinem Heimatdorf trägt der Kethorngraben den Namen seiner Familie.

## Politik
Kethorn engagierte sich in den Jahren 1971 bis 1975 in der Grafschafter Landjugend als Kreisvorsitzender. Im Jahr 1982 trat er der CDU bei und wurde in der Grafschafter CDU Kreisgeschäftsführer in den Jahren 1984 bis 1990. In den Jahren 1986 bis 1991 war er zudem Mitglied des Rates in der Stadt Nordhorn. In der Folge wurde er Abgeordneter des Kreistages im Landkreis Grafschaft Bentheim, dort übernahm er den Vorsitz des Umweltausschusses und war bis zu seiner Wahl als Landrat Fraktionsvorsitzender seiner Partei. Der Vorsitz des Kreisverbandes der CDU in der Grafschaft Bentheim wurde ihm ab dem Jahr 1992 übertragen. Zudem ist er Mitglied des CDU Landesvorstands.
Friedrich Kethorn war ab dem 21. Juni 1990 Mitglied des Niedersächsischen Landtags (12. bis 15. Wahlperiode), er legte sein Mandat am 26. Januar 2005 nieder. Im Landtag war er Experte für Landwirtschaft.
Am 13. Juni 2004 wurde Friedrich Kethorn als erster hauptamtlichen Landrat des Landkreises Grafschaft Bentheim für eine Amtszeit von acht Jahren gewählt. Er erreichte 51,35 % der Stimmen. Er trat sein Amt am 1. Januar 2005 an. Am 1. Juni 2011 wurde Friedrich Kethorn von der Grafschafter CDU als Landratskandidat für die Wahlperiode von 2012 bis 2020 nominiert.
Bei den Kommunalwahlen 2011 stand zum zweiten Mal die Wahl zum hauptamtlichen Landrat an. Hier konnte Amtsinhaber Kethorn seine Position behaupten. Kethorn siegte mit 52,06 % der Stimmen vor seiner Gegenkandidatin, Daniela De Ridder, vom Wählerbündnis Grafschaft Bentheim, das von SPD, Grünen und Grafschafter Bürgerforum gebildet wurde (47,94 %).
Am 31. Oktober 2019 ist Kethorn in den Ruhestand gegangen. Sein Nachfolger als Landrat des Landkreises Grafschaft Bentheim ist Uwe Fietzek (parteilos).